# Iglesia católica en Nueva Zelanda

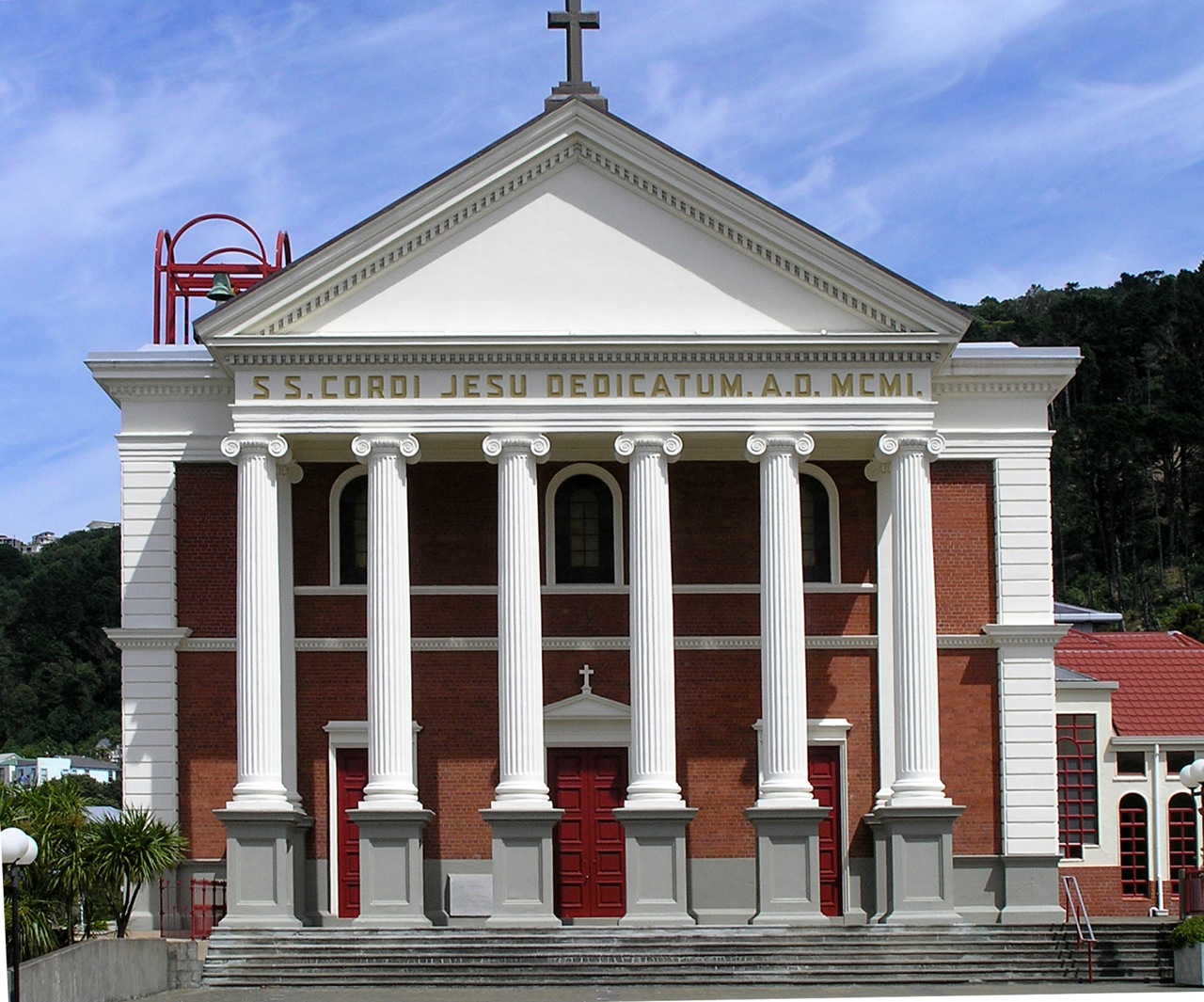
Catedral del Sagrado Corazón (Wellington)

La Iglesia católica se encuentra presente en Nueva Zelanda, donde fue introducida en 1838 por misioneros de Francia, que convirtieron a los maoríes. Cuando los colonos de las islas británicas llegaron a Nueva Zelanda, muchos de ellos católicos-irlandeses, la Iglesia católica se convirtió en una iglesia de colonos en lugar de una misión para los maoríes.  La Iglesia se ha convertido en la confesión cristiana más grande de Nueva Zelanda, con una membresía culturalmente diversa de alrededor de 492,384 personas, lo que representa aproximadamente el 12,6 por ciento de la población total, según el censo de 2013.
En Nueva Zelanda hay una arquidiócesis (Wellington) y cinco diócesis sufragáneas (Auckland, Christchurch, Dunedin, Hamilton y Palmerston North). La iglesia es supervisada por la Conferencia de Obispos Católicos de Nueva Zelanda. Su primado es el Arzobispo Metropolitano de Wellington, actualmente Cardenal John Dew desde 2005.